# Umm Haratajn (Hama)
Umm Haratajn (arab. أم حارتين) – wieś w Syrii, w muhafazie Hama. W 2004 roku liczyła 528 mieszkańców.